# Oscarsgalan 1979
Oscarsgalan 1979 var den 51:a upplagan av Academy Awards, som belönade insatser i filmer från 1978, och hölls på Dorothy Chandler Pavilion i Los Angeles den 9 april 1979. Årets värd var Johnny Carson för första gången.
Deer Hunter var årets storvinnare med 5 vinster, inklusive för Bästa film och Bästa regi. John Wayne gjorde sitt sista offentliga framträdande när han presenterade priset för Bästa film. Han avled drygt två månader efter att galan hölls.

## Specialpriser

### Heders-Oscar
- Laurence Olivier: "För allt jobb, de unika framgångarna under hela hans karriär och hans bidrag under livet till filmkonsten."
- Walter Lantz: "För framtagandet av glädje och skratt i världens alla hörn genom sina unika animerade filmer."
- King Vidor: "För hans ojämförbara framgångar som en biografisk skapare och uppfinnare."
- Museum of Modern Art Department of Film: "För bidraget de gjort för allmänhetens tillgång till filmen som konstform."

### Jean Hersholt Humanitarian Award
- Leo Jaffe

### Special Achievement-Oscar
- Les Bowie, Colin Chilvers, Denys N. Coop, Roy Field, Derek Meddings och Zoran Perisic för specialeffekterna i Superman – The Movie.

## Vinnare och nominerade
Vinnarna listas i fetstil.

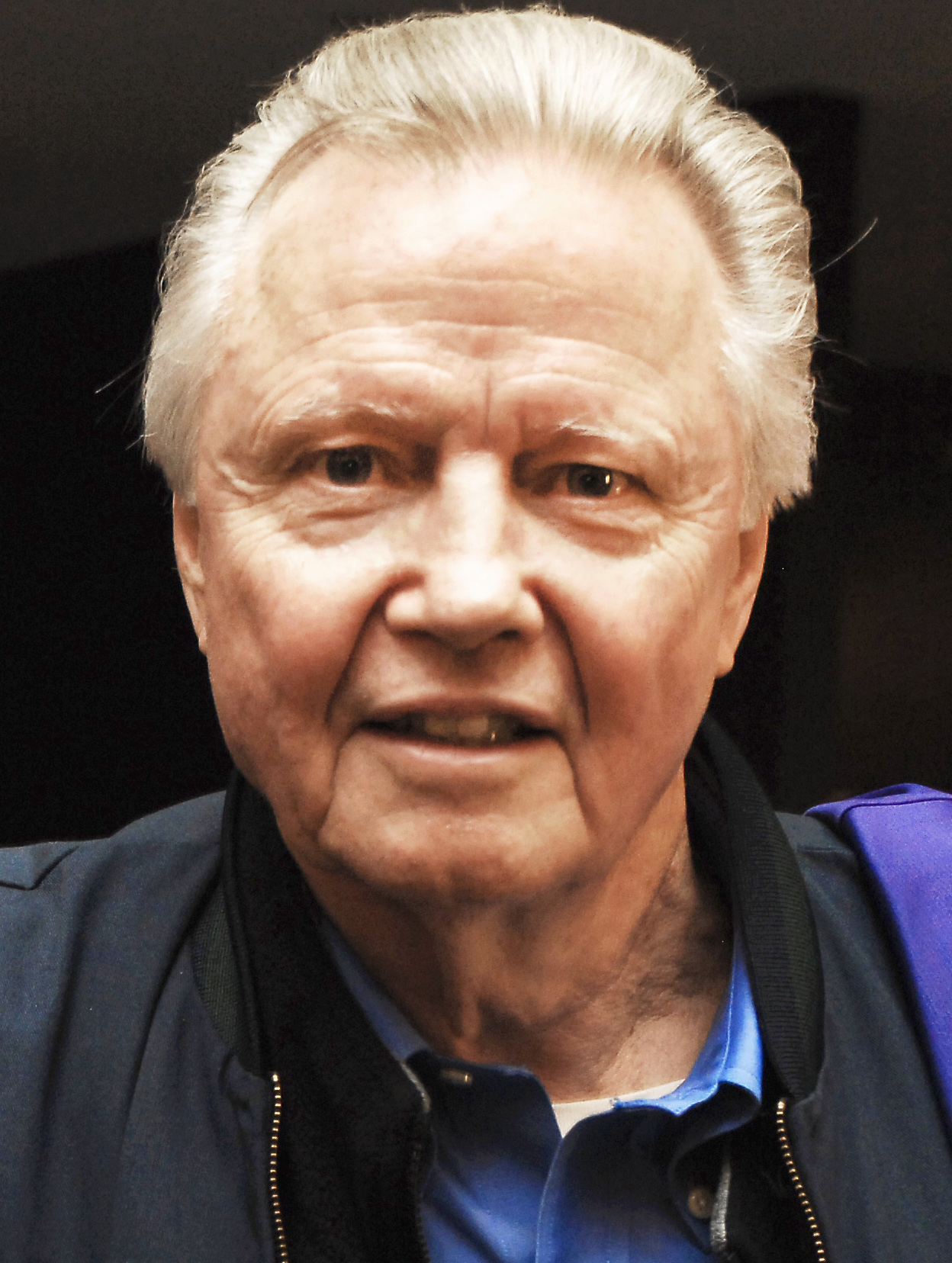
Jon Voight
Bästa manliga huvudroll

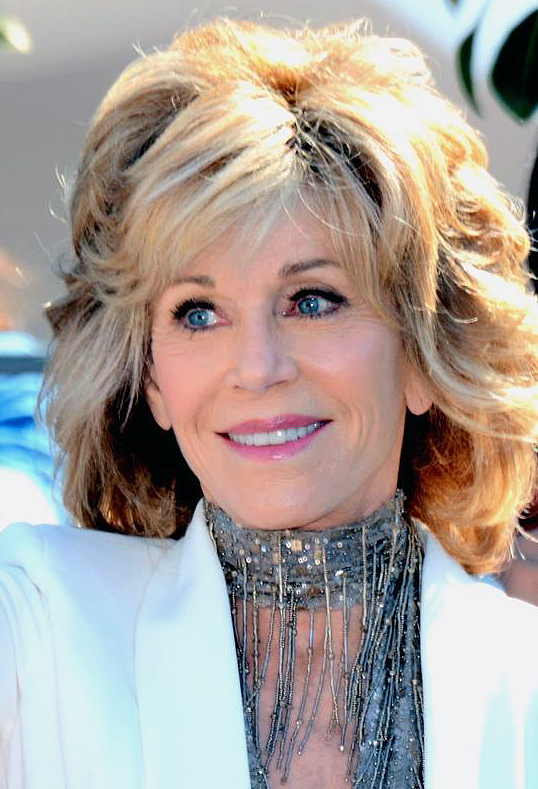
Jane Fonda
Bästa kvinnliga huvudroll

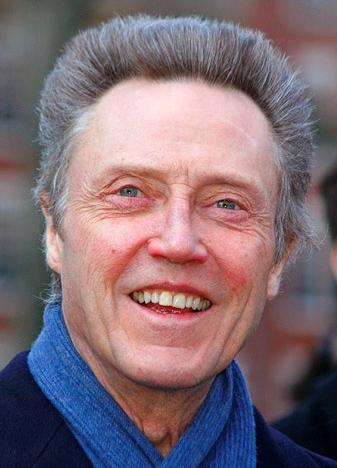
Christopher Walken
Bästa manliga biroll

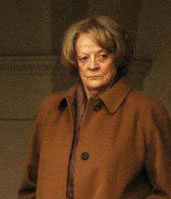
Maggie Smith
Bästa kvinnliga biroll

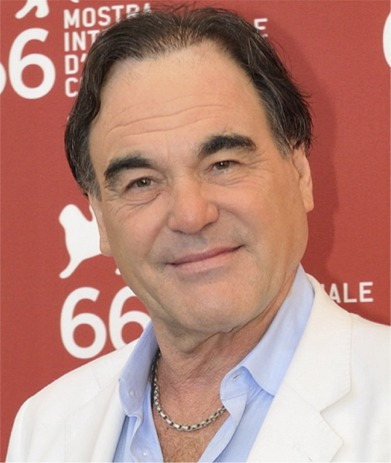
Oliver Stone
Bästa manus efter förlaga

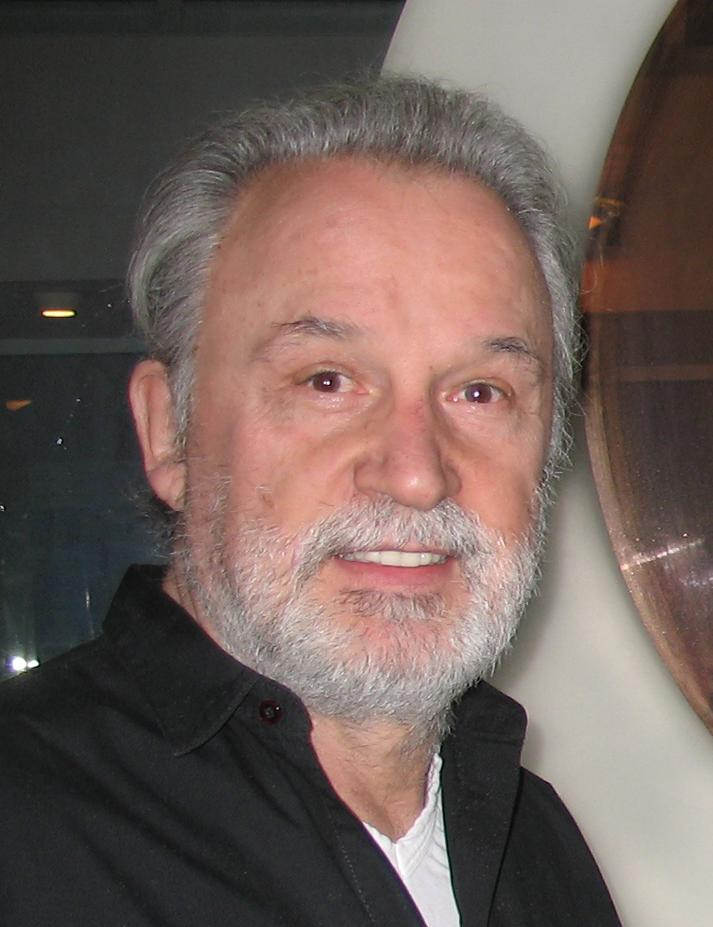
Giorgio Moroder
Bästa originalmusik

| Bästa film - Deer Hunter – Barry Spikings, Michael Deeley, Michael Cimino och John Peverall - En fri kvinna – Paul Mazursky och Anthony Ray - Hemkomsten – Jerome Hellman - Himlen kan vänta – Warren Beatty - Midnight Express – Alan Marshall och David Puttnam | Bästa regi - Michael Cimino – Deer Hunter - Woody Allen – Interiors - Hal Ashby – Hemkomsten - Warren Beatty och Buck Henry – Himlen kan vänta - Alan Parker – Midnight Express |
| Bästa manliga huvudroll - Jon Voight – Hemkomsten - Warren Beatty – Himlen kan vänta - Gary Busey – Buddy Holly - en rocklegend - Robert De Niro – Deer Hunter - Laurence Olivier – Pojkarna från Brasilien | Bästa kvinnliga huvudroll - Jane Fonda – Hemkomsten - Ingrid Bergman – Höstsonaten - Ellen Burstyn – Samma tid nästa år - Jill Clayburgh – En fri kvinna - Geraldine Page – Interiors |
| Bästa manliga biroll - Christopher Walken – Deer Hunter - Bruce Dern – Hemkomsten - Richard Farnsworth – Comes a Horseman - John Hurt – Midnight Express - Jack Warden – Himlen kan vänta | Bästa kvinnliga biroll - Maggie Smith – California Suite - Dyan Cannon – Himlen kan vänta - Penelope Milford – Hemkomsten - Maureen Stapleton – Interiors - Meryl Streep – Deer Hunter |
| Bästa originalmanus - Hemkomsten – Nancy Dowd, Waldo Salt och Robert C. Jones - Deer Hunter – Michael Cimino, Deric Washburn, Louis Garfinkle och Quinn K. Redeker - En fri kvinna – Paul Mazursky - Höstsonaten – Ingmar Bergman - Interiors – Woody Allen | Bästa manus efter förlaga - Midnight Express – Oliver Stone - Blodsbröder – Walter Newman - California Suite – Neil Simon - Himlen kan vänta – Elaine May och Warren Beatty - Samma tid nästa år – Bernard Slade |
| Bästa icke-engelskspråkiga film - Frankrike – Préparez vos mouchoirs - Italien – I nuovi mostri - Sovjetunionen – Belyy Bim - Chyornoe ukho - Ungern – Magyarok - Västtyskland – Die gläserne Zelle | |
| Bästa dokumentär - Scared Straight! – Arnold Shapiro - Le vent des amoureux – Albert Lamorisse - Med bäbisar och banér – Anne Bohlen, Lyn Goldfarb och Lorraine Gray - Mysterious Castles of Clay – Alan Root - Raoni – Jean-Pierre Dutilleux, Barry Hugh Williams och Michel Gast | Bästa kortfilmsdokumentär - The Flight of the Gossamer Condor – Jacqueline Phillips Shedd och Ben Shedd - The Divided Trail: A Native American Odyssey – Jerry Aronson - An Encounter with Faces – K.K. Kapil - Goodnight Miss Ann – August Cinquegrana - Squires of San Quentin – J. Gary Mitchell |
| Bästa kortfilm - Teenage Father – Taylor Hackford - A Different Approach – Jim Belcher och Fern Field - Mandy's Grandmother – Andrew Sugerman - Strange Fruit – Seth Pinsker | Bästa animerade kortfilm - Special Delivery – Eunice Macaulay och John Weldon - Oh My Darling – Nico Crama - Rip Van Winkle – Will Vinton |
| Bästa originalmusik - Midnight Express – Giorgio Moroder - Himlen kan vänta – Dave Grusin - Himmelska dagar – Ennio Morricone - Pojkarna från Brasilien – Jerry Goldsmith - Superman – The Movie – John Williams | Bästa musikbearbetning - Buddy Holly - en rocklegend – Joe Renzetti - Pretty Baby – Jerry Wexler - The Wiz – Quincy Jones |
| Bästa sång - "Last Dance" från Thank God It's Friday – Musik och Text: Paul Jabara - "Hopelessly Devoted to You" från Grease – Musik och Text: John Farrar - "The Last Time I Felt Like This" från Samma tid nästa år – Musik: Marvin Hamlisch · Text: Alan Bergman och Marilyn Bergman - "Ready to Take a Chance Again" från Tjejen som visste för mycket – Musik: Charles Fox · Text: Norman Gimbel - "When You're Loved" från The Magic of Lassie – Musik och Text: Richard M. Sherman och Robert B. Sherman | Bästa ljud - Deer Hunter – Richard Portman, William L. McCaughey, Aaron Rochin och C. Darin Knight - Buddy Holly - en rocklegend – Tex Rudloff, Joel Fein, Curly Thirlwell och Willie D. Burton - Himmelska dagar – John Wilkinson, Robert W. Glass Jr., John T. Reitz och Barry Thomas - Ingen blåser Hooper – Robert Knudson, Robert Glass, Don MacDougall och Jack Solomon - Superman – The Movie – Gordon K. McCallum, Graham V. Hartstone, Nicolas Le Messurier och Roy Charman |
| Bästa scenografi - Himlen kan vänta – Paul Sylbert, Edwin O'Donovan och George Gaines - Brinks-stöten – Dean Tavoularis, Angelo P. Graham och George R. Nelson - California Suite – Albert Brenner och Marvin March - Interiors – Mel Bourne och Daniel Robert - The Wiz – Tony Walton, Philip Rosenberg, Edward Stewart och Robert Drumheller | Bästa foto - Himmelska dagar – Néstor Almendros - Deer Hunter – Vilmos Zsigmond - Himlen kan vänta – William A. Fraker - Samma tid nästa år – Robert Surtees - The Wiz – Oswald Morris |
| Bästa kostym - Döden på Nilen – Anthony Powell - Caravans – Renié - Himmelska dagar – Patricia Norris - Katastrofplats Houston – Paul Zastupnevich - The Wiz – Tony Walton | Bästa klippning - Deer Hunter – Peter Zinner - Hemkomsten – Don Zimmerman - Midnight Express – Gerry Hambling - Pojkarna från Brasilien – Robert Swink - Superman – The Movie – Stuart Baird |

### Filmer med flera vinster
| Vinster | Film             |
| ------- | ---------------- |
| 5       | Deer Hunter      |
| 3       | Hemkomsten       |
| 2       | Midnight Express |

### Filmer med flera nomineringar
| Nomineringar | Film                        |
| ------------ | --------------------------- |
| 9            | Deer Hunter                 |
| 9            | Himlen kan vänta            |
| 8            | Hemkomsten                  |
| 6            | Midnight Express            |
| 5            | Interiors                   |
| 4            | Himmelska dagar             |
| 4            | Samma tid nästa år          |
| 4            | The Wiz                     |
| 3            | Buddy Holly - en rocklegend |
| 3            | California Suite            |
| 3            | En fri kvinna               |
| 3            | Pojkarna från Brasilien     |
| 3            | Superman – The Movie        |
| 2            | Höstsonaten                 |